# Ernst Haspinger
Ernst Haspinger (né le 2 juillet 1955  à Monguelfo-Tesido) est un ancien lugeur italien.
Il a participé à trois éditions des Jeux olympiques d'hiver, en 1976 en double, puis en 1980 et 1984 en simple avec comme meilleur résultat une sixième place aux Jeux de Sarajevo 1984.

## Palmarès

### Championnats du monde
- Médaille de bronze en simple à Hammarstrand en 1981.

### Coupe du monde
- 11 gros globe de cristal:
  - Vainqueur du classement général du simple en 1980, 1981 et 1982.
- 14 podiums : 
  - en simple : 7 victoires, 4 deuxièmes places et 3 troisièmes places.

### Championnats d'Europe
- Médaille de bronze en simple à Valdaora en 1980.
- Médaille de bronze en simple à Winterberg en 1982.
- Médaille de bronze en simple à Valdaora en 1984.